# Charlcombe
Charlcombe is een civil parish in het bestuurlijke gebied Bath and North East Somerset, in het Engelse graafschap Somerset met 422 inwoners.